# SMS Deutschland (1875)
El SMS Deutschland fue una fragata blindada de la clase Kaiser diseñada por Sir Edward Reed y construida para la Kaiserliche Marine por los afamados astilleros Samuda Brothers en Cubitt Town, isla de los Perros, Londres.

## Historial

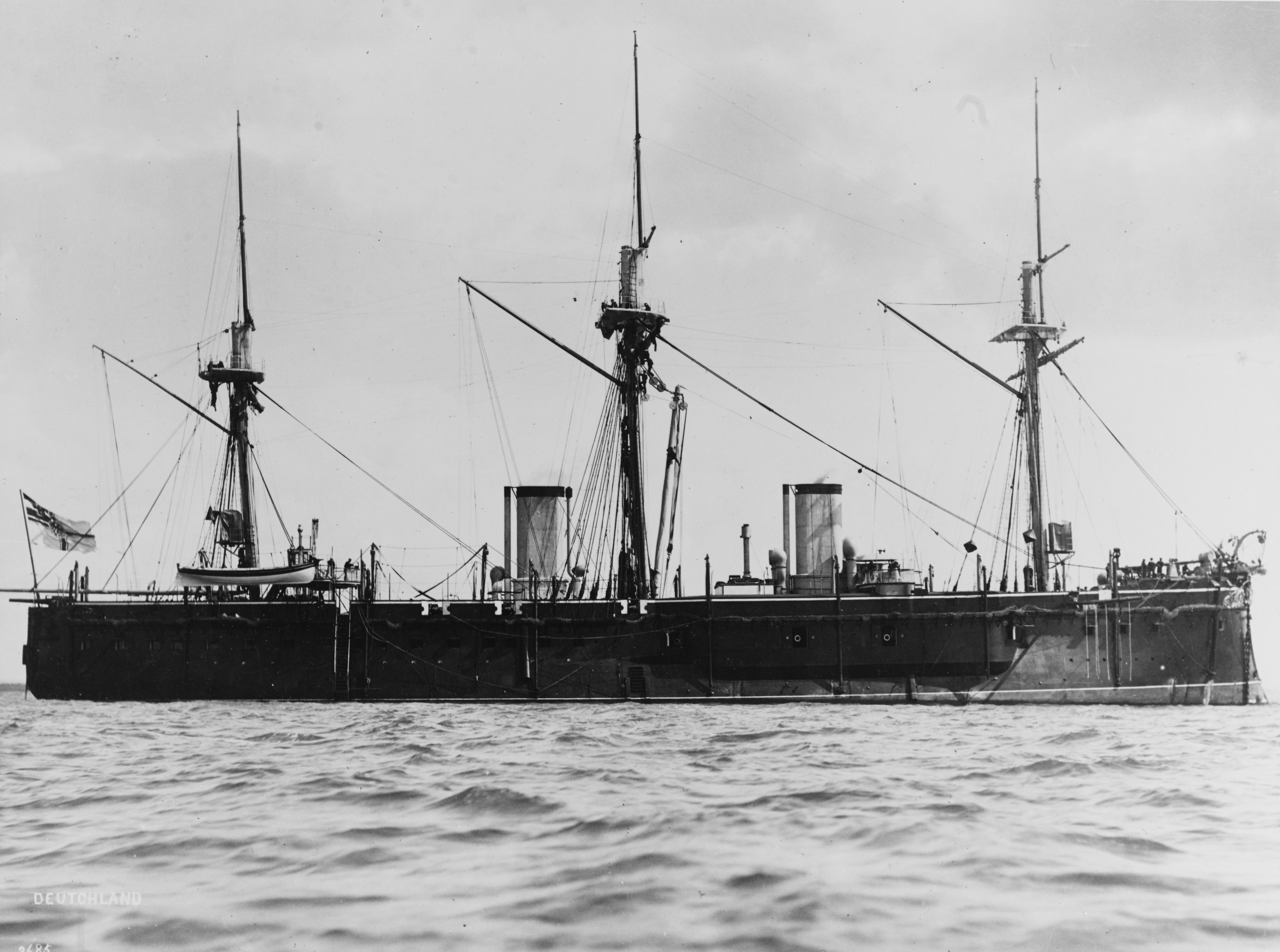
El SMS Deutschland atracado poco antes de 1896

El buque estaba equipado con un aparejo vélico que le fue retirado durante su modernización en los astilleros imperiales de Wilhelmshaven en 1894. El Deutschland, junto con su gemelo el SMS Kaiser, fue destinado a reforzar la Escuadra Alemana del este de Asia a la bahía de Tsingtao en 1898.
El SMS Deutschland regresó a Alemania en 1904, donde fue reclasificado como pontón y renombrado SMS Jupiter, con el fin de liberar su nombre para el nuevo SMS Deutschland, un acorazado pre-dreadnought botado ese mismo año. Fue dado de baja de la Kaiserliche Marine el 21 de mayo de 1906, y usado como buque objetivo, hasta que fue vendido para desguace en 1908.